# Чекмак Вілор Петрович
Вілор Петрович Чекмак (20 грудня 1925, Сімферополь, СРСР — 10 листопада 1941, село Алсу під Севастополем) — боєць партизанского спротиву урумського (грецького) походження, розвідник.

## Біографія
Народився 20 грудня 1925 року в місті Сімферополі. Згодом його сім'я переїхала до Севастополя. Вчився у Севастополі в школі №1. У 1941 році закінчив 8 класів. Вілор добре вчився, мав різнобічні інтереси, художні і музичні здібності. Мріяв стати художником. Разом зі своїм другом Володимиром Снєжинським брав активну участь в різних творчих конкурсах.[виправити стиль]

Влітку 1941 року почалася війна. Старший товариш Вілора, що вирушав на фронт, залишив йому вівчарку на прізвисько Ральф. 6 серпня 1941 разом з цією вівчаркою Вілор, незважаючи на захворювання серця і всупереч проханням матері, пішов в партизанський загін. Став розвідником.

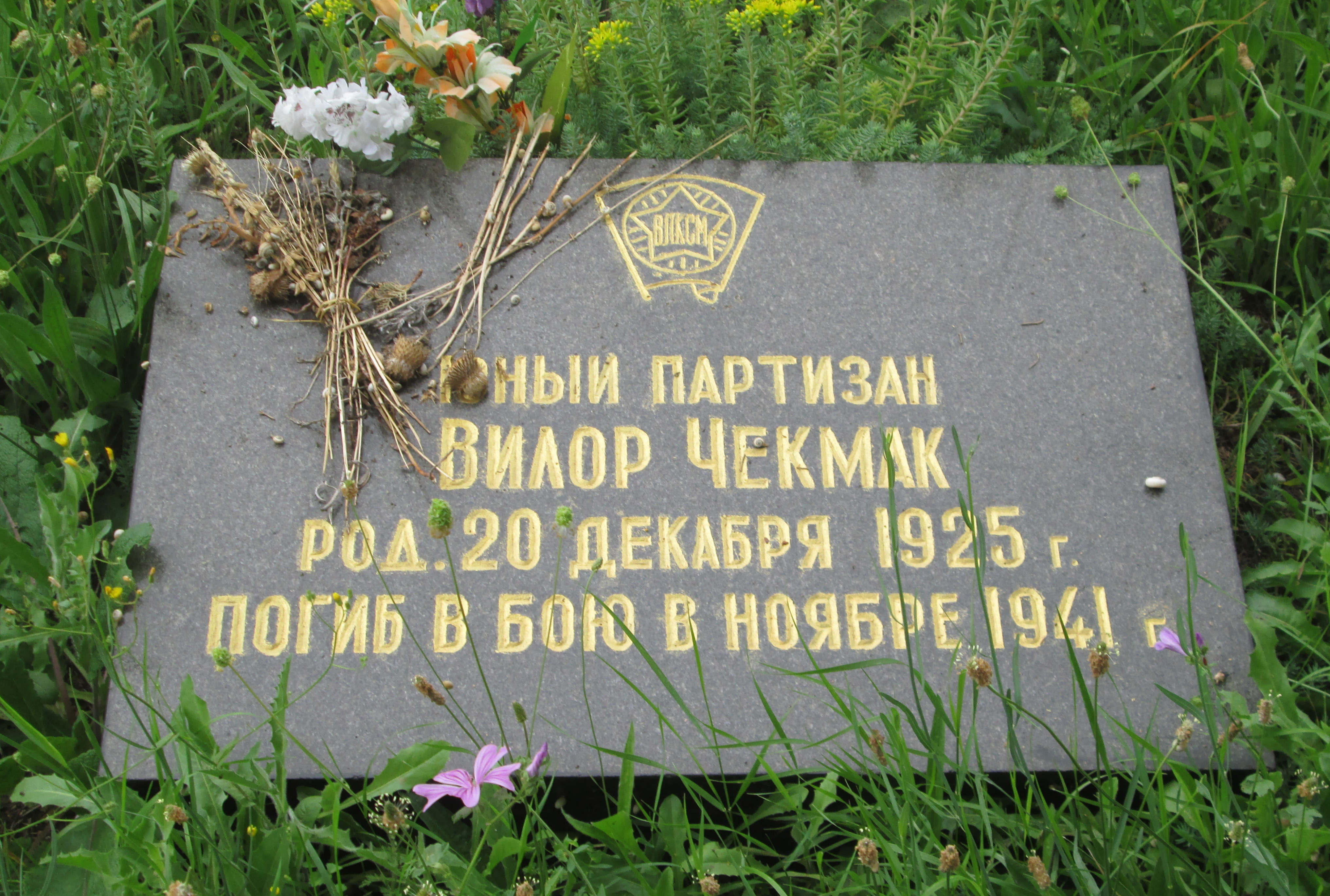
Могила В. Чекмака

10 листопада 1941 року він був на варті. Першим помітив нацистів, що наближалися до партизанського загону. Пострілом з ракетниці він попередив свій загін про небезпеку, а сам став у бій з нацистами, що прибували. У юнака був автомат та декілька гранат. Вілор бився до останнього патрона. Коли стріляти було вже нічим, він почав кидати у нацистів гранати. Останньою гранатою Вілор підірвав себе і противників.[виправити стиль]
Вілор Чекмак був перепохований 20 грудня 1965 року в день свого 40-ліття на Меморіальному братському кладовищі радянських воїнів в селищі Дергачах, 6 км від Севастополя.
На могилі Чекмака В. П. написані наступні слова: Хай тебе з нами немає, хай пройде багато років. Ми тебе не забудемо, Вілор. Піонери 5б кл. шк. № 3 1974 р.

### Сім'я
Батько Вілора — Чекмак Петро Андрійович — був комуністом і політпрацівником. Був учасником громадянської війни в Росії, радянсько-фінської і Другої Світової воєн. Загинув в боях під Москвою восени 1941. Від другого шлюбу мав сина Валерія, який народився в місті Богородицьк, Тульскої області.
Мати — Любов Георгіївна Чубар — була депутатом міськради, займалася ліквідацією неписьменності. Дізналася прозагибель сина тільки в 1943 році. Переживши війну, померла в будинку для літніх людей. До останніх днів підтримувала дружбу з письменником Михайлом Лезинським, автором книги про її сина.
Молодший брат по батькові Вілора, Валерій Петрович Чекмак, 1939 року народження, проживає в Києві. Має сина Чекмака Віталія та дочку Чекмак Марину, онучку та двох онуків.

## Нагороди
Посмертно нагороджений медалями «За оборону Севастополя» (1945 р.), «За бойові заслуги» (1965 р.) Про подвиг Вілора Чекмака радянські письменники Михайло Лезинський і Борис Ескін написали книгу «Живи, Вілор!».